# Julius Platzmann
Karl Julius Platzmann (Leipzig, 31 de janeiro  de 1832 – 6 de setembro de 1902) foi um pintor, gravurista, botânico e linguista alemão.

## Biografia
Iniciou os estudos em Grimma, na Saxônia, e aos dezoito anos transferiu-se para a Academia de Belas Artes de Dresden. Entre seus mestres, foi orientado por Julius Schnorr von Carolsfeld (1794 - 1872), um grande incentivador de sua carreira artística.
A atração pelo exótico e o colorido fizeram com que Julius escolhesse o Brasil para aprimorar sua arte e o seu desejo de auto-afirmação e em 12 de maio de 1858 saiu de Hamburgo rumo ao Rio de Janeiro chegando em 18 de julho do mesmo ano. Após dois dias na cidade carioca, rumou para Paranaguá, ficando nesta região por seis anos.
Estudou e desenhou mais de duas centenas de tipos de plantas e mais de uma centena de animais, aves e insetos, dedicando-se, inclusive, a várias experiências taxidermistas. Suas pesquisas foram além das suas especializações, fazendo estudos da alimentação local, das crenças, das tradições e até da idioma, inserindo dezenas de palavras e expressões do português dentro do texto alemão de seus livros.
Em abril de 1864 retornou para sua cidade natal e publicou catálogos e um livro sobre a fauna e a flora brasileira, especificamente a do litoral paranaense e após o lançamento da sua obra Aus Der Bai Von Paranaguá publicado em 1872, dedicou-se, até o fim da vida, a linguística dos idiomas latino-americanos.

## Principais obras
- Aus Der Bai Von Paranaguá. (1872). ISBN 978-1145717763
- Glossar feurländischer Sprachen. (1882) ISBN  978-0559512940
- Wesshalb Ich Neudrucke Der Alten Amerikanischen Grammatiker Veranlasst Habe. (1893) ISBN 978-1144133229
- Amerikanisch-Asiatische Etymologien Via Behringstrasse 'From the East to the West. ISBN 978-1145002753
- Der Sprachstoff Der Brasilianischen Grammatik.